# Бонавиго
Бонавиго (итал. Bonavigo) — коммуна в Италии, располагается в провинции Верона области Венеция.
Население составляет 1879 человек, плотность населения составляет 111 чел./км². Занимает площадь 17,79 км². Почтовый индекс — 37040. Телефонный код — 0442.
Покровителем коммуны почитается святой Иоанн Креститель. Праздник ежегодно празднуется 24 июня.

## Города-побратимы
- Обер-Хильберсхайм, Германия